# لوته مارت
لوته مارت (انگلیسی: Lotte Mart) شرکت خرده‌فروشی کره‌ای است، که در سال ۱۹۹۸ تأسیس شد.